# Psectrosema squamosum
Psectrosema squamosum är en tvåvingeart som först beskrevs av Marikovskij 1955.  Psectrosema squamosum ingår i släktet Psectrosema och familjen gallmyggor.
Artens utbredningsområde är Turkmenistan. Inga underarter finns listade i Catalogue of Life.